# Галицька Артемізія Теофілівна
Артемізія Георгіївна (Григорівна) Галицька (псевдо.: «Мотря», «Мі», «Юрко», «Федькович»; 1912, Садгора, (тепер у складі Чернівців), Буковина — 1985, Караганда, Казахстан) — українська політична та військова діячка, голова проводу ОУН Буковини та Бессарабії (1943–1944), лицарка Бронзового Хреста Заслуги УПА (25 квітня 1945).

## Життєпис
Народилася у 1912 році в с. Садгора Чернівецької області в багатодітній родині. Батько — Георгій Галицький, священик села Розтік Вижницького району. Брат — Семен Галицький, один із засновників комуністичної партії Буковини.
Закінчивши у 1932 році в румунському місті Ботошанах учительську семінарію, працювала у сільських школах Глибоцького, Путильського районів, у Чернівцях і Садгорі. Вивчала медицину. В 25 років вступає до ОУН.

### В Організації Українських Націоналістів
У 1940 році в Румунії познайомилася з українськими борцями-самостійниками Тетяною Шинкарюк, Семеном Чорнухою, Андрієм Бойком. Значний вплив на Галицьку мало знайомство з ідеологом українського націоналізму Дмитром Донцовим, з яким її звів тодішній редактор журналу «Батава» Юрій Русов.
«Жінкою-леґендою» Артемізія Галицька стала після того, як разом із лікарем Смерекою зухвало викрала з румунської в'язниці в Яссах провідника ОУН «Кобзаря» (Михайла Колотила) наприкінці червня 1942 року.
Поліція тоді вистежила й заарештувала велику групу буковинських націоналістів — Степана Шемчука, Наталку Коваль, Ольгу Гузар, Юрія Фурмана, Ростислава Гузара та інших — на чолі з Кобзарем. Перебуваючи у Ясськії в'язниці, провідник імітував божевілля, і його помістили до психіатричної лікарні, де ним опікувався уродженець буковинських Вашківців лікар Смерека. Нізея, як називали друзі й близькі Артемізію Галицьку, прибула до Ясс із Чернівців, добре вивчила ситуацію довкола заарештованого й систему охорони. Тоді з одягом для Кобзаря пробралася до лікарняної палати й вивела заарештованого провідника з-під самого носа сиґуранци. Втікачі дісталися Вашківців, але там уже нишпорили аґенти сиґуранци. Тому вони перебралися до села Шубранця й на якийсь час пішли у глибоке підпілля.
Невдовзі Галицька й Колотило законтактували з повітовим провідником ОУН у Вижниці «Федором» — Мирославом Гайдуком. За наказом Федора зв'язковий «Лис» (Дмитро Нагірняк зі села Карапчева) з допомогою станичного села Завалля Снятинського району Криги (Лук'яненка) звів буковинських утікачів із окружним провідником Коломийщини «Різьбярем» (Андрусяк Василь). Із Коломиї Артемізія Галицька й Михайло Колотило, хоронячись уже від німецького ґестапо, переїхали до Львова. Там їх представила керівникам Центрального проводу ОУН «Одарка» (Стефанія Понич), яка поверталася до рідного Зеленова зі Сходу України.
Після перевірки Служби безпеки ОУН Кобзар став працювати у відділі пропаґанди, а Галицька потрапила до 2-го відділу при Центральному проводі ОУН. Керівник відділу «Синій» (Ярослав Старух) надав новій працівниці псевдо «Мотря» й доручив заповнювати паспорти членам ОУН в Україні й далеко поза її межами.
Тим часом до ґестапівських капканів потрапило чимало чільних націоналістів, серед яких і «Синій». Утікаючи від переслідувань німецької таємної поліції, «Мотря» з «Кобзарем» знову опинилися в Коломиї. Якийсь час обидвоє викладали на організованому для провідників ОУН вишколі.
Відтак узялися видавати підпільний часопис «Мечем» — орган Буковинського проводу ОУН. Перше число журналу було віддруковано в підпільній друкарні накладом дві тисячі примірників і розійшлося підпільними каналами по теренах Буковини й Коломийського повіту.
Провела на Коломийщині ще чотири вишколи, де викладала дівчатам санітарну справу. Після арешту «Кобзаря» й «Орла» (Дмитра Гирюка) на Буковині в грудні 1943 року Центральний провід призначив «Мотрю» окружною провідницею ОУН Буковини.

### «Мотря»— провідницяБуковинської області ОУН
Основним завданням Галицької було творення бойових відділів УПА на Буковині, де на той час діяв курінь Буковинської української самооборонної армії, яким командував курінний Луговий — Василь Шумка, колишній учитель зі Стрілецького Кута.
Добрими помічниками й вірними друзями Артемізії Галицькій стали «Шапка», «Федір» (Мирослав Гайдук), «Северин» (Володимир Гайдук), «Боєвір», «Степан» (Мирослав Кіндзірський), «Дуб» (Микола Дарій), «Тихий» (Семен Моргалик), «Назар» (Микола Козуб), «Юрась» (Костянтин Майданський) та ще багато безіменних патріотів-буковинців.

### Арешт, допит, заслання
27 грудня 1944 року, переходячи від села до села в Заставнівському районі, невелика група підпільників на чолі з Галицькою потрапила у більшовицьку засідку та прийняла нерівний бій. Поранена Галицька, щоб живою не потрапити до рук ворога, вистрелила з пістолета собі в голову. Лікарі врятували «Мотрю» і за неї взялося МГБ.
«Літопис УПА» подає відому на той час інформацію так: «Формально А. Галицька була заарештована УНКВС по Чернівецькій області 18 квітня 1945 року. Такою була специфіка радянської слідчої системи — людей тримали у в'язницях місяцями без офіційного арешту, намагалися з'ясувати і використати їх можливості, а вже потім офіційно заарештовували. 31 серпня 1945 р. військовим трибуналом військ НКВС Чернівецької області вона була засуджена за ст.ст. 54-1 „а“ та 54-11 КК УРСР до розстрілу. Однак, Військова колегія Верховного суду СРСР рішенням від 10 жовтня 1945 р. „взявши до уваги, що засуджена Галицька допомогла радянським органам в ліквідації підпільної організації ОУН на території Буковини“, замінила розстріл на 10 років виправно-трудових таборів. Відомостей про подальшу долю у справі немає».
Далі «Літопис УПА» подає тексти протоколів допитів колишньої підпільниці, в яких вона «сипле» своїх товаришів. На жаль, пояснень, коли і за яких обставин стався реальний, а не формальний арешт Галицької, книга не містить. А відповідь саме на це питання пролила б світло на те, чому і як і чи стала відважна підпільниця зрадницею.
Деталі дізнаємося із виписки з агентурної справи «Фанатики», яка збереглася в 372 справі, одній зі сформованих чекістами для прославлення власних подвигів.
Отже, Артемізія Галицька-«Мотря», провідниця ОУН Буковини, була захоплена чекістами 27 грудня 1944 року, тобто за чотири місяці до офіційного арешту. Під час затримання спробувала покінчити життя самогубством і вистрелила собі в голову. Проте чекісти не дали їй вмерти — терміново під пильною охороною відправили на операцію в Чернівецьку лікарню. Прийшовши до тями, Галицька зрозуміла: втекти їй не вдасться, тому зробила другу спробу самогубства — «прагнучи смертельного результату, намагалася пальцем відкрити рани в районі голови». Проте й цього разу їй не дали померти.
Затриманий разом з Галицькою підпільник Мирослав Гайдук швидко зламався та надавав усю необхідну слідству інформацію. Він заявив про свою провідницю — вона «людина, яка ніколи не дасть потрібних свідчень про ОУН та УПА на Буковині». Тому чекісти вирішили випитати все підступом, організувавши «викрадення» повстанки з лікарні «оунівцями».
Операцію провели на Різдво, 7 січня 1945 року. «Підпільники» доставили Галицьку на конспіративну квартиру в Чернівцях, привели до неї лікаря, який продовжив лікування. Це був професор, хірург Булевський, який в роки війни перебував у партизанському загоні Мєдвєдєва, а тепер зображав колишнього учасника відділів отамана Тараса Боровця-«Бульби».
Іншими учасниками смертельної гри були: заступник начальника УНКВД підполковник Біленко — в ролі представника Проводу ОУН «Тараса», начальник оперативного відділення УНКВД старший лейтенант Гончаренко — в ролі референта СБ «Івана» та оперуповноважений Відділу боротьби з бандитизмом старший лейтенант Гусак — в ролі підпільника «Стецька».
В розробці брали участь також дві утримувачки конспіративних квартир «Даша» і «Клава». Для підсилення враження реальності чекісти імітували небезпеку можливого повторного арешту Галицької і двічі міняли конспіративні квартири, «побоюючись провалу». При цьому хвору підпільницю перевозили в порожній шафі чи дивані.
«Мотря», яка сама організовувала втечу з лікарні товариша-підпільника в 1942 році, повірила у порятунок. Коли їй полегшало, «Тарас» оголосив, що йому від імені Проводу ОУН доручено провести слідство з метою з'ясувати причини провалу підпільних клітин після її арешту. Слідство проводитиме «есбіст» «Іван», якому Галицька повинна була подати повні списки підпілля з метою перевірки та виявлення провокаторів.
При цьому «Іван» був досить жорстким слідчим, граючи роль «поганого поліцейського». «Добрим» був «Стецько», "який проявляв особливу турботу і увагу до «Мотрі», чим привернув її до себе". «Стецько», користуючись довірою «Мотрі», отримав від неї додаткові відомості про багатьох членів ОУН, при цьому встановлено, що «Мотря» не передає змісту своїх бесід зі «Стецьком» «Івану».
В результаті такого допиту чекісти отримали інформацію про 242 членів ОУН на Буковині, не рахуючи складу куреня УПА, також дані про підпільників з інших областей — всього більше як на 600 осіб.
«В ході оперативної реалізації матеріалів, отриманих в результаті комбінації з „Мотрею“, — сказано в чекістському звіті, — ними заарештовано:
1. Членів обласного проводу — 2 осіб
2. Повітових керівників — 1 особа
3. Районних керівників — 4 особи
4. Підрайонних керівників — 5 осіб
5. Станичних — 31 особу
6. Господарчих станичних — 4 особи
7. Пропагандистів ОУН — 2 особи
8. Зв'язкових ОУН — 9 осіб
9. Членів ОУН — 117 осіб

Крім цього, при проведенні операції із затримання оунівців за свідченнями „Мотрі“ вбито:
1. Членів обласного проводу — 3 особи
2. Районних провідників — 3 особи
3. Підрайонних провідників — 5 осіб
4. Станичних — 9 осіб
5. Пропагандистів — 1 особа
6. Учасників ОУН і УПА — 216 осіб».

В документах не знайдемо жодної інформації, що пережила відважна підпільниця Артемізія Галицька, зрозумівши, що стала жертвою провокації і причиною арешту та вбивства сотень своїх соратників. Напевно, для неї це було страшніше, ніж двічі дивитися у вічі власній смерті.
Через кілька місяців отриману підступом інформацію оформлено у протоколи допиту тепер уже офіційно арештованої підпільниці «Мотрі», яка «допомогла радянським органам в ліквідації підпільної організації ОУН на території Буковини».
«Мотрю» засудили до смертної кари, яку в останню мить замінили на 15 років каторги. Незрячу від рани Артемізію Галицьку вислали до табору в Караганді. З часом зір відновився.
1958 року закінчився термін ув'язнення. Селище Дудінка стало місцем її спецпоселення. Там вона пошлюбила колишнього вояка УПА Василя Одинця.
1985 року Артемізія Галицька померла.